# Эффект Шапиро
Гравитационное замедление времени влечёт за собой ещё один эффект, названный эффектом Шапиро (также известный как гравитационная задержка сигнала).
Из-за этого эффекта в поле тяготения электромагнитные сигналы идут дольше, чем в отсутствие этого поля.

## История открытия
Впервые эффект был отмечен в 1964 году американским астрофизиком Ирвином Шапиро. Шапиро предложил эксперимент, в ходе которого радиоволны отражались от поверхности Венеры и Меркурия и возвращались на Землю. Вычисления Шапиро предсказывали, что при некотором расположении Земли, Солнца и Венеры ожидаемое время задержки сигнала в результате воздействия гравитационного поля Солнца будет порядка 200 микросекунд.
Первые экспериментальные данные, полученные в 1966—1967 годах в обсерватории MIT, совпали с предсказаниями Шапиро. С тех пор поправки были подтверждены более точными экспериментами как в Солнечной системе, так и в компактных системах двойных звёзд.

## Вычисление задержки

### Вычисление задержки времени для света в поле точечной массы
Для светового сигнала, проходящего мимо точечной массы M, задержка может быть вычислена по следующей формуле:
{\displaystyle \Delta t=-{\frac {2GM}{c^{3}}}\ln(1-\mathbf {R} \cdot \mathbf {x} ).}
Здесь {\displaystyle \mathbf {R} } — единичный вектор, направленный от наблюдателя к источнику, а {\displaystyle \mathbf {x} } — единичный вектор, направленный от наблюдателя к гравитирующей точке.
Формула может быть переписана в другом виде:
{\displaystyle \Delta x=-R_{s}\ln(1-\mathbf {R} \cdot \mathbf {x} ),}
где {\displaystyle \Delta x} — эффективное увеличение пути света, а {\displaystyle R_{s}={\frac {2GM}{c^{2}}}} — радиус Шварцшильда притягивающей массы.